# Рудолф Месбауер
Рудолф Лудвиг Месбауер (Минхен, 31. јануар 1929 — Гринвалд, 14. септембар 2011) био је немачки физичар који је испитивао гама зраке из нукеларних прелаза.
Родио се у Минхену. Са Робертом Хофстатером поделио је Нобелову награду за физику 1961. за откриће Месбауеровог ефекта 1957. које је учинио као докторанд у Минхену.